# Alchemilla paupercula
Alchemilla paupercula es una especie de planta del género Alchemilla, perteneciente a la familia Rosaceae.

## Taxonomía
Alchemilla paupercula fue descrita por S. E. Fröhner en 1992.

## Distribución
Se encuentra en el territorio de Francia y España.